# Gare de Pereire - Levallois
Ne doit pas être confondu avec Gare de Clichy - Levallois.
La gare de Pereire - Levallois (anciennement « Courcelles - Levallois ») est une gare ferroviaire française de la ligne d'Ermont - Eaubonne à Champ-de-Mars (VMI), située dans le 17e arrondissement de Paris.
Elle est implantée au-dessus du boulevard Pereire, à proximité de Levallois, d'où elle tire son nom.

## Situation ferroviaire
La gare est située au point kilométrique (PK) 7,662 de la ligne d'Ermont - Eaubonne à Champ-de-Mars, entre les gares de Neuilly - Porte Maillot et de la Porte de Clichy.

## Histoire

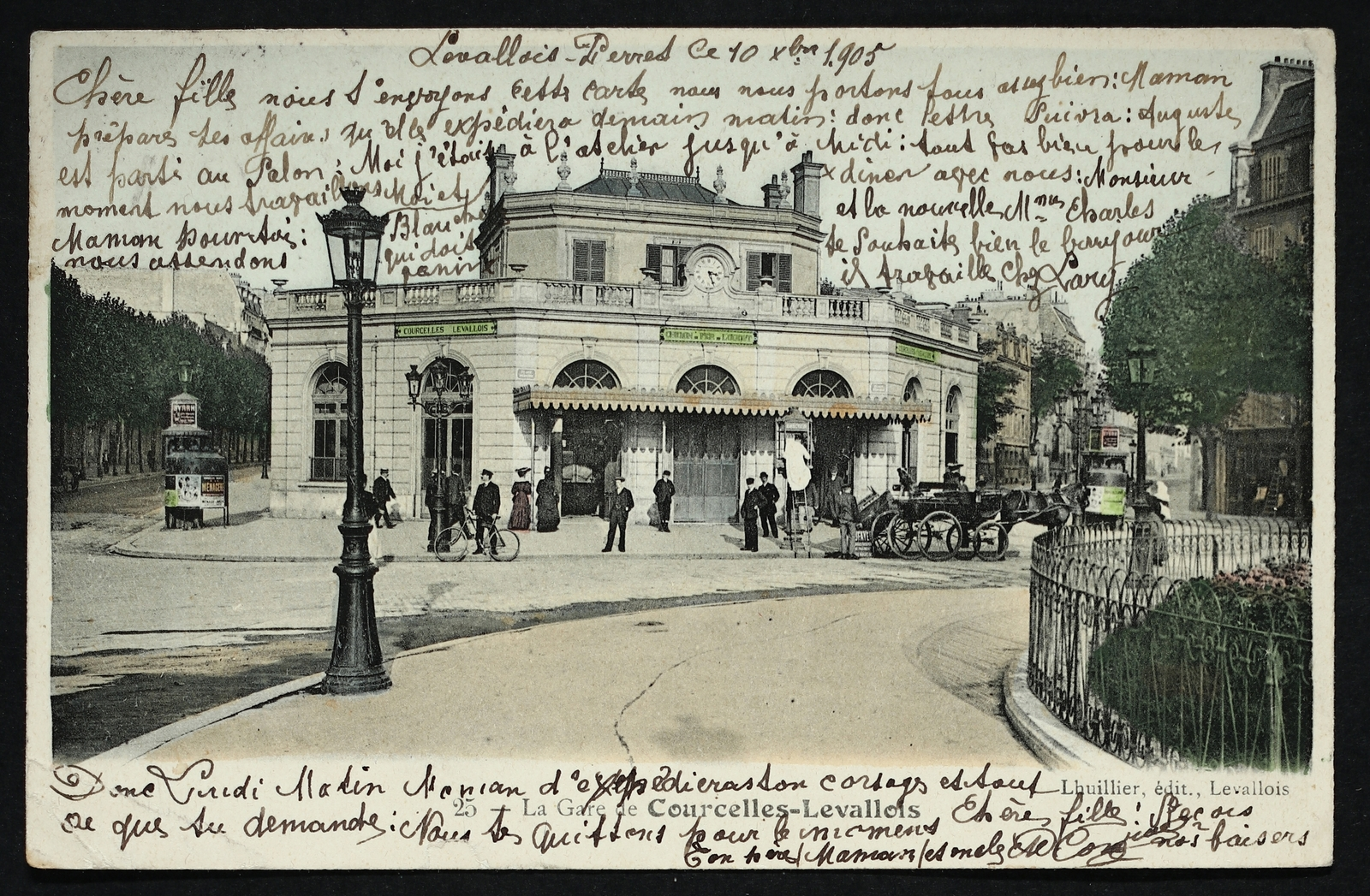
La gare de Courcelles-Levallois autrefois.

La gare est mise en service sous le nom de Courcelles - Levallois sur la ligne d'Auteuil le 2 mai 1854. Elle est alors desservie par des trains reliant la gare Saint-Lazare à la gare d'Auteuil.
Le 25 mars 1869, lors de la mise en service du raccordement de Courcelles permettant de boucler la ligne de Petite Ceinture, la gare se retrouve à la jonction des deux lignes. Elle est reliée par une passerelle à la gare de Courcelles - Ceinture, toute proche, pour permettre aux passagers effectuant des trajets circulaires de changer de train. 
Dans le cadre de la construction, dans les années 1890, du raccordement de Boulainvilliers, la gare est mise à quatre voies pour dissocier la ligne d'Auteuil des trains empruntant la Petite Ceinture.
À partir de 1934, le trafic cesse sur la Petite Ceinture et la gare reprend sa fonction d'origine, avec son régime de desserte par des trains reliant la gare de Pont-Cardinet à la gare d'Auteuil-Boulogne. Une troisième voie non électrifiée, dite « voie des souverains », est maintenue pour permettre quelques circulations ponctuelles vers le raccordement de Courcelles.
Le 6 janvier 1985, la gare est fermée pour la construction de la ligne Vallée de Montmorency – Invalides (VMI). Intégrée à la ligne C du RER (branche nord), elle est modernisée en profondeur — notamment couverte, afin de préserver la tranquillité des riverains — et adaptée à la circulation des rames modernes du RER. La dalle de couverture accueille notamment des courts de tennis et un café.
Rouverte le 25 septembre 1988, elle change de nom pour devenir Pereire - Levallois. Elle devient le terminus de la navette qui la relie à Pont-Cardinet, reçue sur la voie 3, contre le quai central.
Depuis le 5 juillet 1996 et le transfert des navettes Pereire - Pont-Cardinet par autobus, la voie 3 n'est plus utilisée en service commercial normal.
En 2022, selon les estimations de la SNCF, la fréquentation annuelle de la gare est de 3 719 484 voyageurs.

## Service des voyageurs

### Accueil
La gare est équipée de deux bornes libre-service (une pour les billets Grandes Lignes et une autre pour les titres de transports en Île-de-France) et d’un guichet Transilien. Si l'accès principal se trouve sur la place du Maréchal-Juin, il est possible d'accéder indirectement à la gare au travers des accès de la station de métro Pereire. Il existe également un accès secondaire au boulevard Pereire, situé à l'extrémité des quais par rapport au bâtiment voyageurs. Un automate Transilien y est présent.

### Desserte
Elle est desservie par les trains de la ligne C du RER parcourant la branche C1 vers Pontoise. 

### Intermodalité
La gare est desservie par les lignes 84, 92, 93, 163 et 341 du réseau de bus RATP et, la nuit, par les lignes N16, N52 et N152 du réseau Noctilien. La gare offre également une correspondance avec la ligne 3 du métro de Paris à la station Pereire.

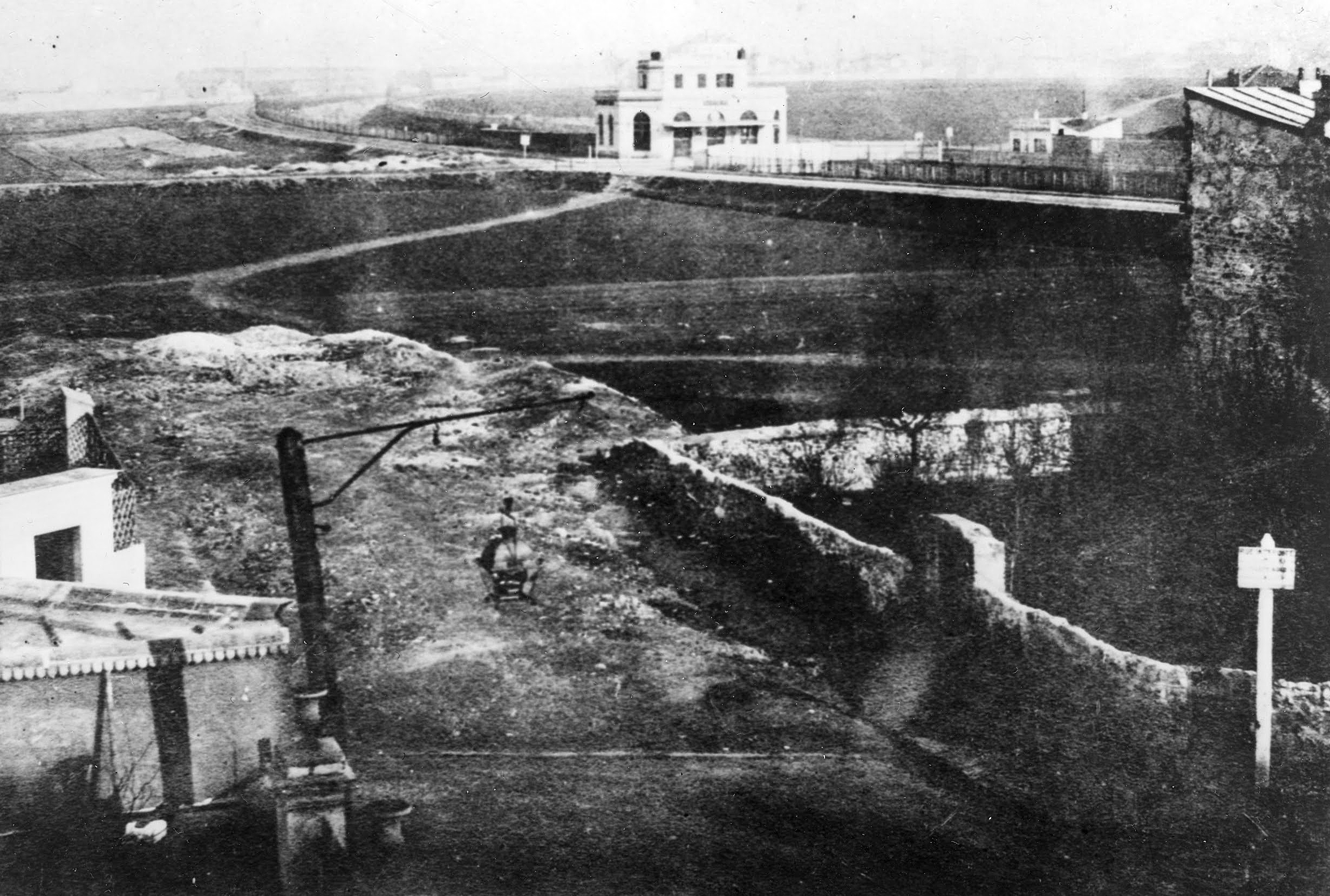
La gare dans les années 1850.
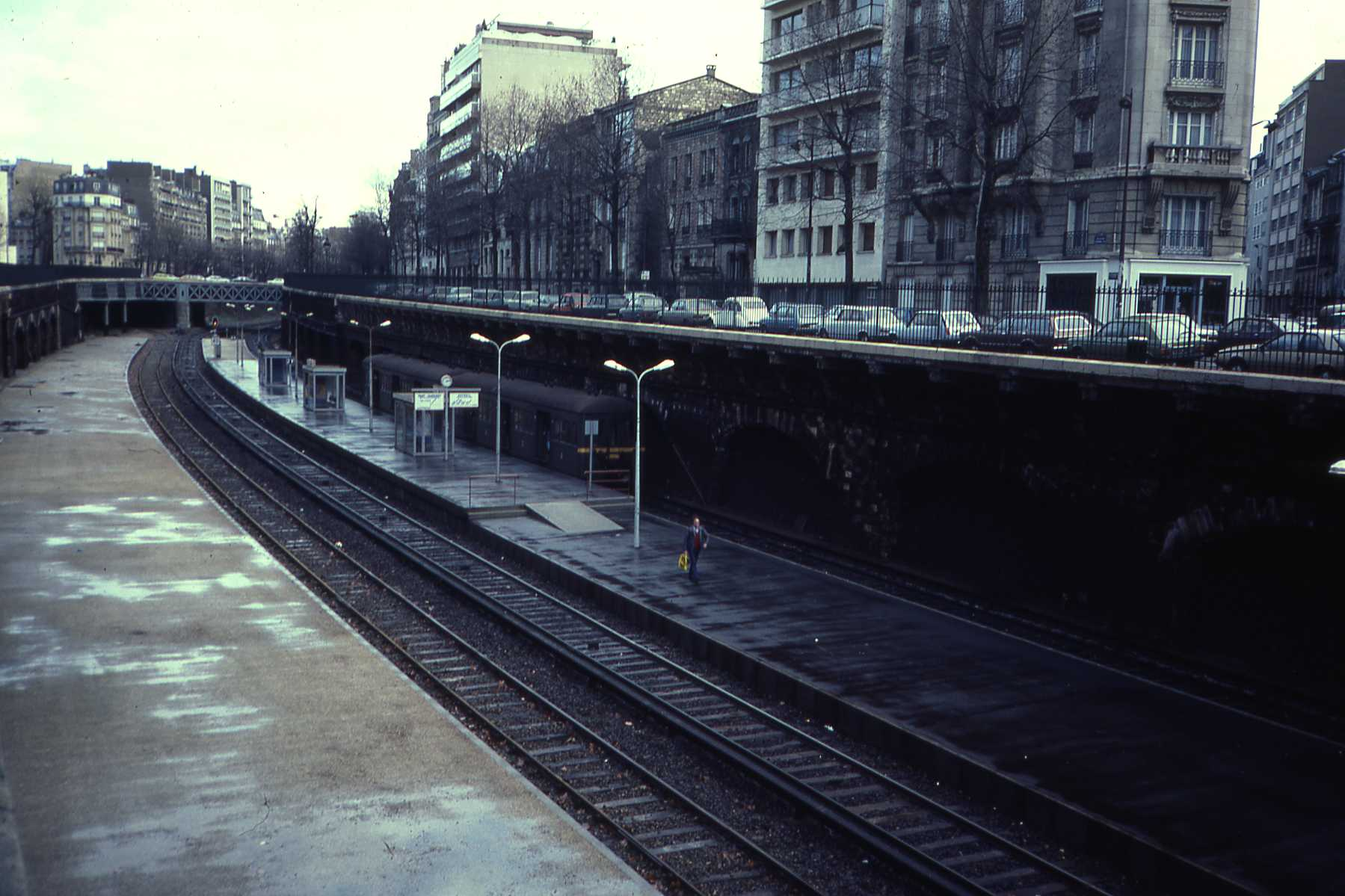
La gare lorsque la ligne d'Auteuil était encore ouverte.
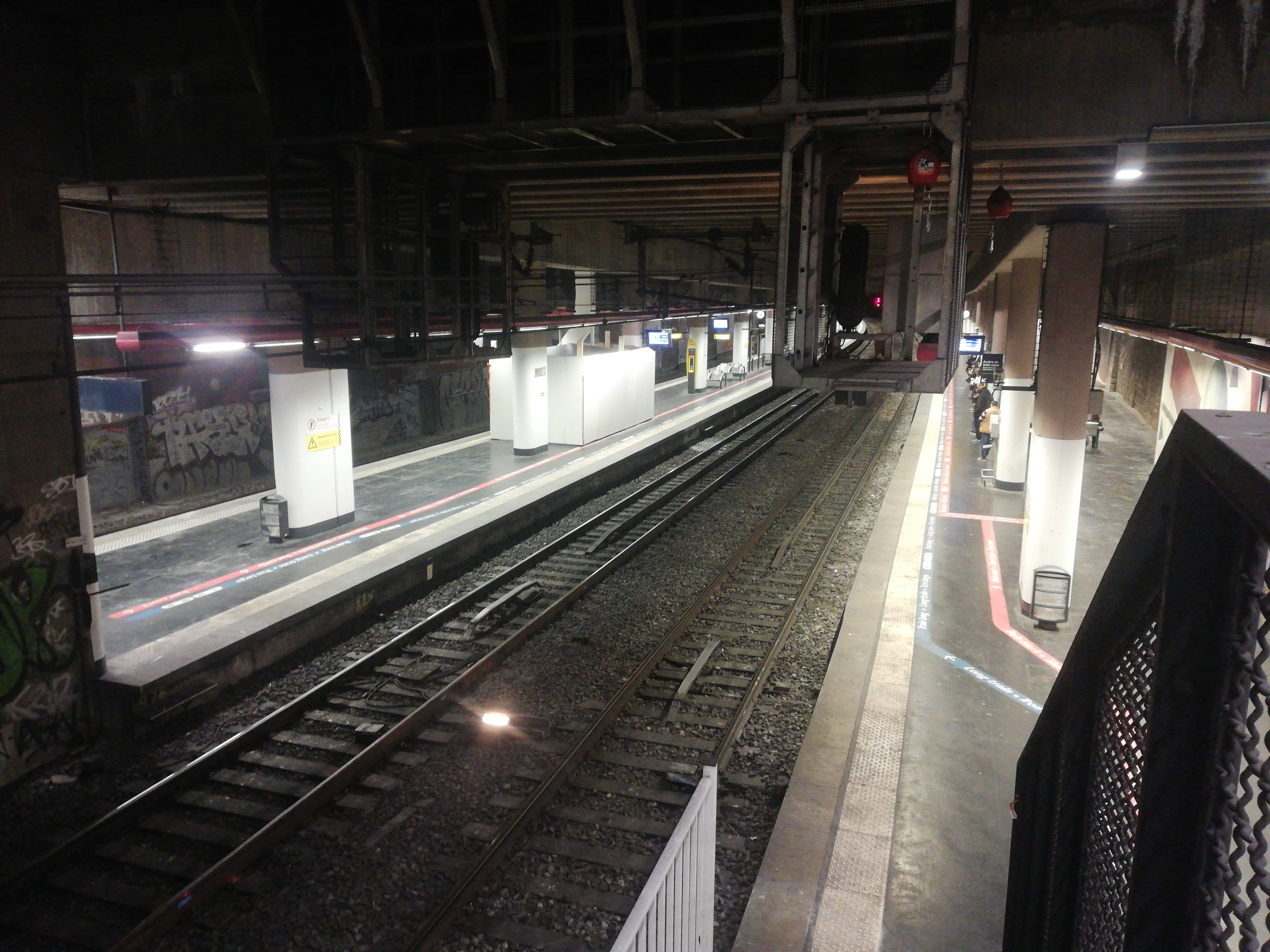
Au niveau des quais, en octobre 2021. Complètement à gauche, la voie 3.
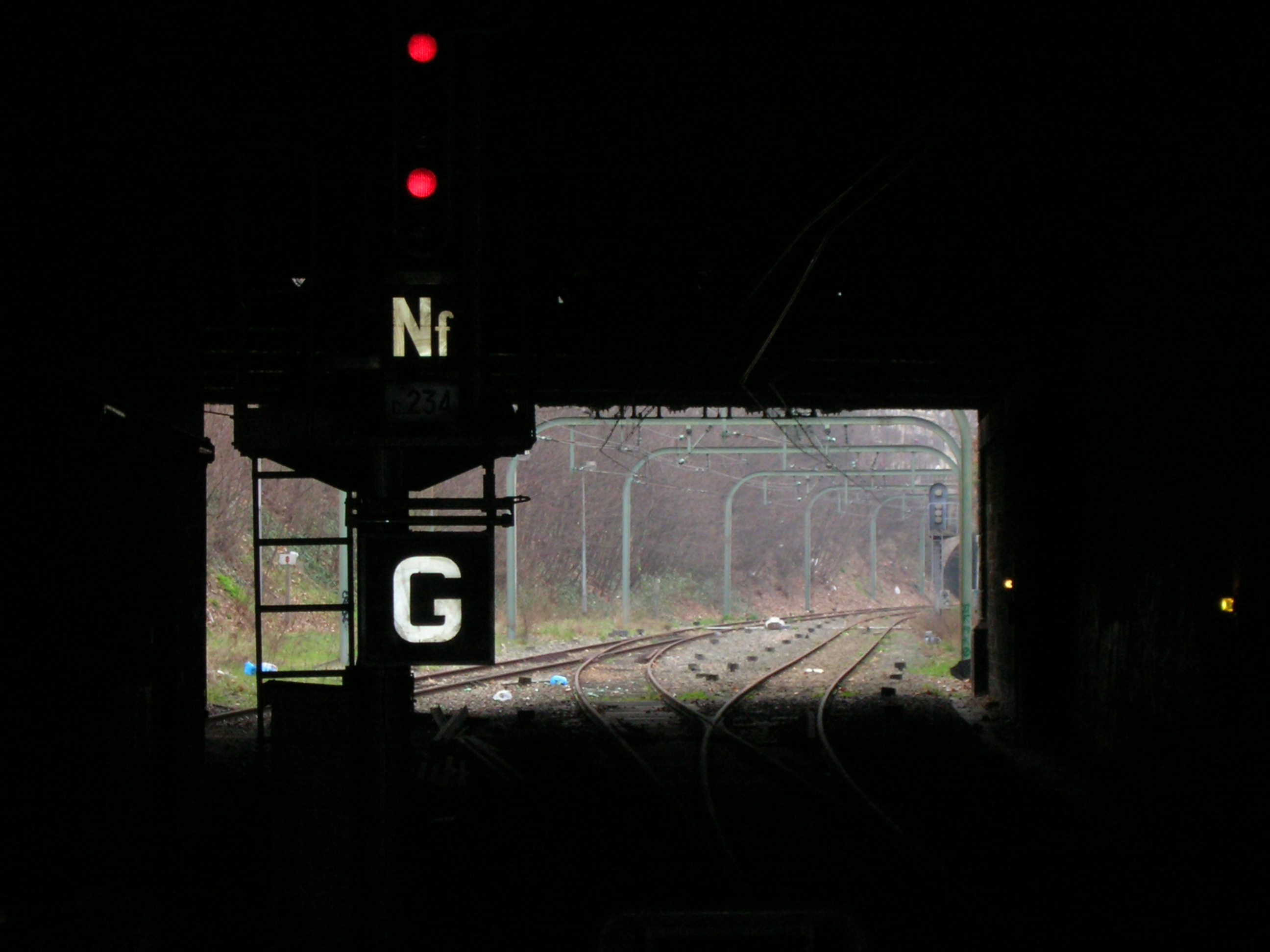
Les voies vers Pont-Cardinet, en février 2007.
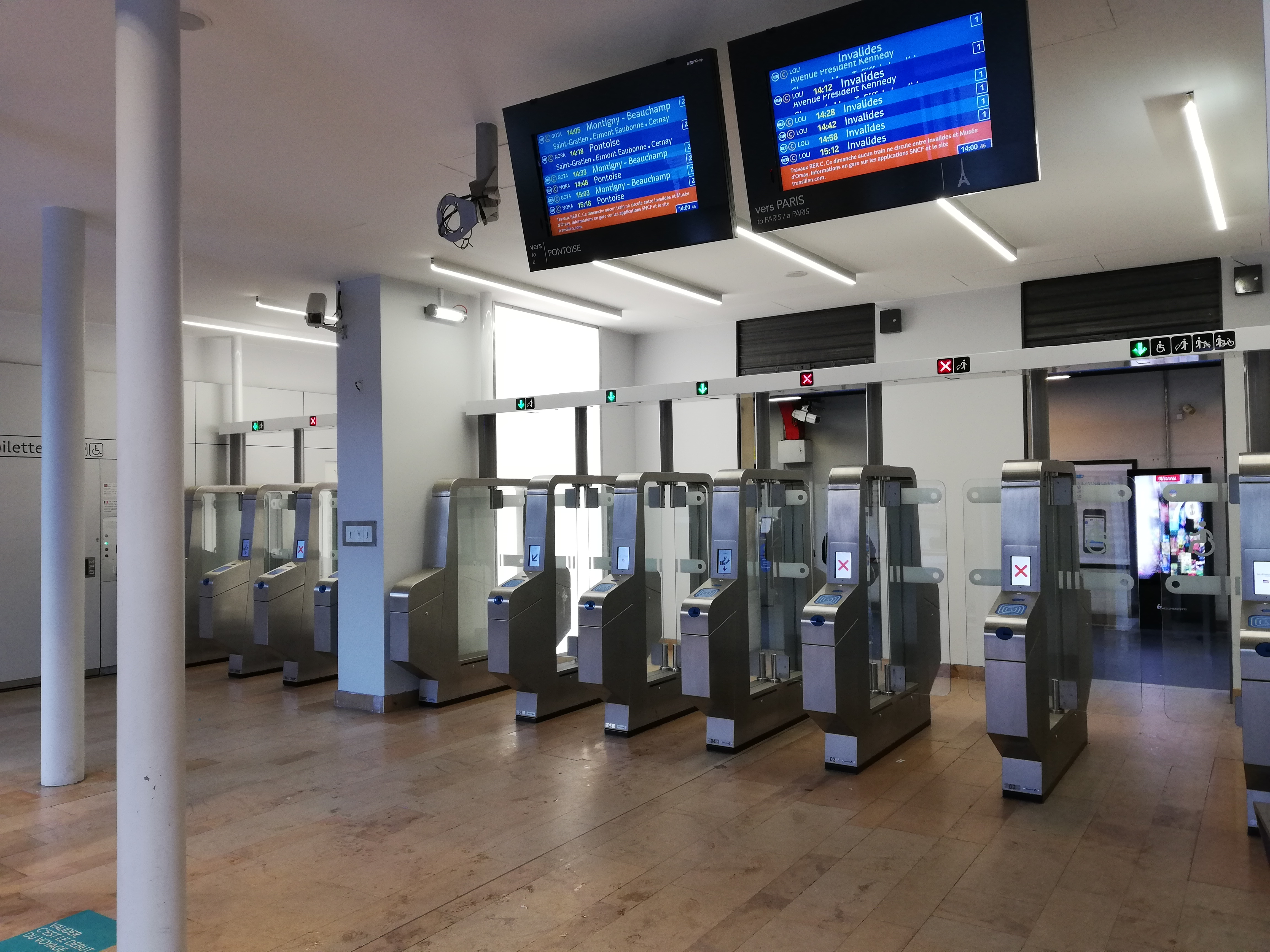
Intérieur du bâtiment voyageurs, en 2018.

## Projet
L'avant-projet de SDRIF présenté par la région en novembre 2006 avait repris une proposition de l'EPAD de prolonger le RER E en direction de La Défense par un tunnel comportant un arrêt en gare de Pereire-Levallois. Mais l'EPAD a, depuis lors, envisagé que ce tunnel comporte plutôt un arrêt de correspondance avec le RER C à Porte Maillot. Cette solution a été validée définitivement.